# Horichia
Horichia é um género botânico pertencente à família das orquídeas (Orchidaceae).